# Dan Hugo
Dan Hugo (* 1. Juli 1985 in Worcester als Daniel Godfrey Hugo) ist ein ehemaliger Triathlet aus Südafrika.

## Werdegang
Dan Hugo besuchte das Paul Roos Gymnasium in Stellenbosch.

### Vize-Weltmeister Xterra Cross-Triathlon 2011
Er war im Cross-Triathlon aktiv und konnte viermal die Xterra South Africa gewinnen (2008, 2010, 2011, 2014).
Im Oktober 2011 wurde Dan Hugo auf Hawaii Vize-Weltmeister im Cross-Triathlon – als Zweiter hinter dem Österreicher Michael Weiss, der nur einen Monat später wegen Dopings für zwei Jahre gesperrt wurde.
Nachdem er sich im Sommer 2012 bei einem Radsturz schwere Verletzungen zugezogen hatte, startete er seit 2013 wieder bei Bewerben im Rahmen der Xterra-Rennserie.

2015 erklärte er kurz nach seinem 30. Geburtstag seine Profi-Karriere für beendet.
Er ist heute als Trainer tätig und betreut beispielsweise den Triathleten Bradley Weiss, der im Oktober 2017 die Xterra-Weltmeisterschaft für sich entscheiden konnte sowie die vierfache Xterra-Weltmeisterin Flora Duffy (2014–2017).

## Sportliche Erfolge
| Datum/Jahr    | Rang | Wettbewerb                           | Austragungsort   | Zeit     | Bemerkung                                                                                      |
| ------------- | ---- | ------------------------------------ | ---------------- | -------- | ---------------------------------------------------------------------------------------------- |
| 29. März 2014 | 1    | Xterra Guam                          | Guam             | 02:28:40 |                                                                                                |
| 22. März 2014 | 1    | Xterra South Africa                  | Waco             |          |                                                                                                |
| 23. März 2013 | 2    | Xterra Guam                          | Guam             |          |                                                                                                |
| 24. Feb. 2013 | 2    | Xterra South Africa                  | Waco             |          |                                                                                                |
| 26. Feb. 2012 | 3    | Xterra South Africa                  | Waco             |          |                                                                                                |
| 23. Okt. 2011 | 2    | Xterra World Championships           | Maui             |          | Vize-Weltmeister Cross-Triathlon (1,5 km Schwimmen, 29,5 km Mountainbike und 9,8 km Crosslauf) |
| 22. Mai 2011  | 2    | Xterra Southeast Coast Championships | Pelham (Alabama) |          |                                                                                                |
| 15. Mai 2011  | 2    | Xterra Pacific Championships         | Santa Cruz       | 02:13:38 | [ 3 ]                                                                                          |
| 26. Feb. 2011 | 1    | Xterra South Africa                  | Waco             |          |                                                                                                |
| 15. Aug. 2010 | 2    | Xterra Mexico                        | Valle de Bravo   | 02:19:21 |                                                                                                |
| 26. Feb. 2010 | 1    | Xterra South Africa                  | Waco             |          |                                                                                                |
| 2010          | 1    | Xterra Brazil                        | Mangaratiba      | 02:21:12 |                                                                                                |
| 20. Juni 2009 | 3    | Xterra Southcentral Championships    | Waco             |          |                                                                                                |
| 8. Juni 2008  | 2    | Xterra Southeast Coast Championships | Pelham (Alabama) |          |                                                                                                |
| 19. Apr. 2008 | 1    | Xterra South Africa                  | Waco             |          |                                                                                                |
| 2004          | 3    | Xterra South Africa                  | Waco             |          |                                                                                                |

(DNF – Did Not Finish)